# FC Veris
 FC Veris was een Moldavische voetbalclub uit Sîngerei.
De club werd op initiatief van mensen uit het dorp Drăgănești bij Sîngerei in 2011 opgericht en won in haar eerste seizoen meteen de Divizia B Noord. In het seizoen 2012/13 werd de club ook kampioen op het tweede niveau waardoor Veris in het seizoen 2013/14 op het hoogste niveau speelt. In 2013 verloor de club de finale om de Moldavische voetbalbeker. Veris trok zich op 4 december 2014 terug uit de competitie op het moment dat ze lijstaanvoerder waren. De president van de club was ontevreden over de arbitrage in de wedstrijd tegen FC Sheriff Tiraspol die met 0-1 werd verloren. Hij vond dat Veris in die wedstrijd minstens twee strafschoppen had moeten krijgen. De Moldavische voetbalbond sloot de club een dag later definitief uit. Dit betekende het einde van de club.

## Erelijst
Divizia A
Winnaar in 2013
Divizia B Noord
Winnaar in 2012
Moldavische voetbalbeker
Runner-up: 2013

## In Europa
Q = voorronde
Uitslagen vanuit gezichtspunt FC Veris
| Seizoen | Competitie    | Ronde | Land               | Club          | Totaalscore | 1e W    | 2e W    | PUC |
| ------- | ------------- | ----- | ------------------ | ------------- | ----------- | ------- | ------- | --- |
| 2014/15 | Europa League | 1Q    | Vlag van Bulgarije | Litex Lovetsj | 0-3         | 0-0 (T) | 0-3 (U) | 0.5 |